# Cardamine crassifolia
Cardamine crassifolia är en korsblommig växtart som beskrevs av Pierre André Pourret de Figeac. Cardamine crassifolia ingår i släktet bräsmor, och familjen korsblommiga växter. Inga underarter finns listade i Catalogue of Life.